# Triphysaria eriantha
Triphysaria eriantha là loài thực vật có hoa thuộc họ Cỏ chổi. Loài này được (Benth.) T.I. Chuang & Heckard miêu tả khoa học đầu tiên năm 1991.

## Hình ảnh

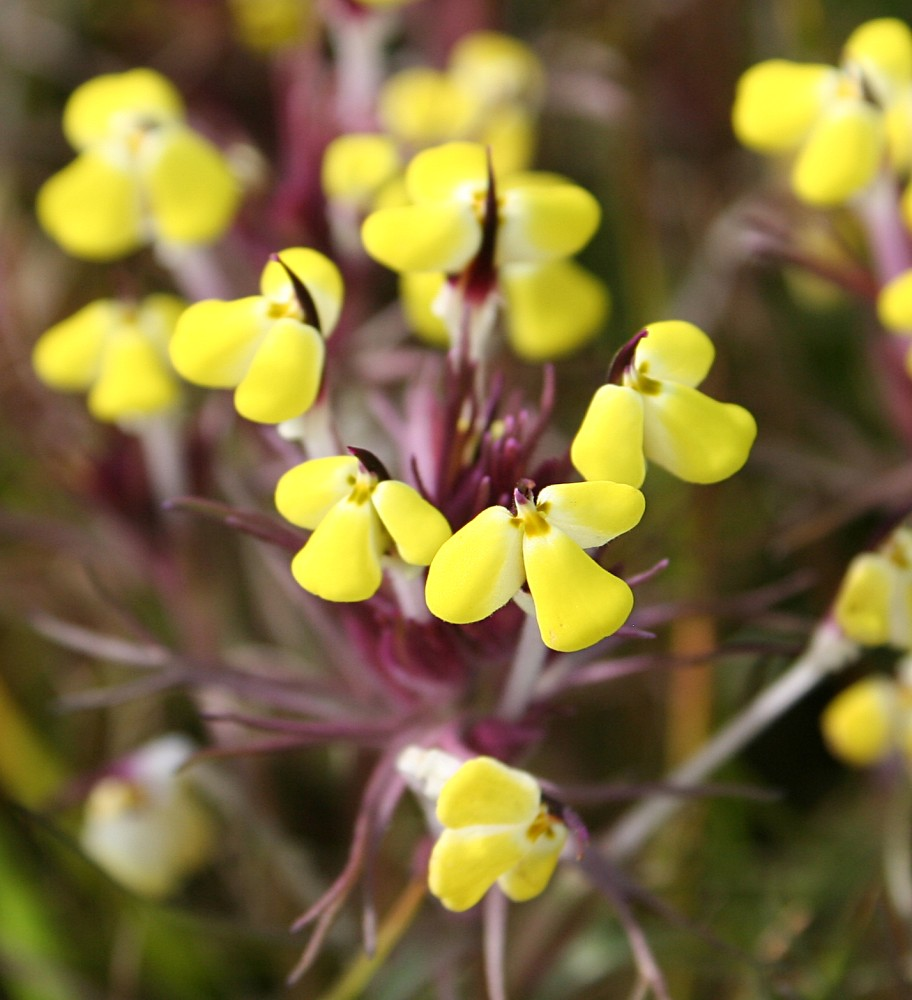
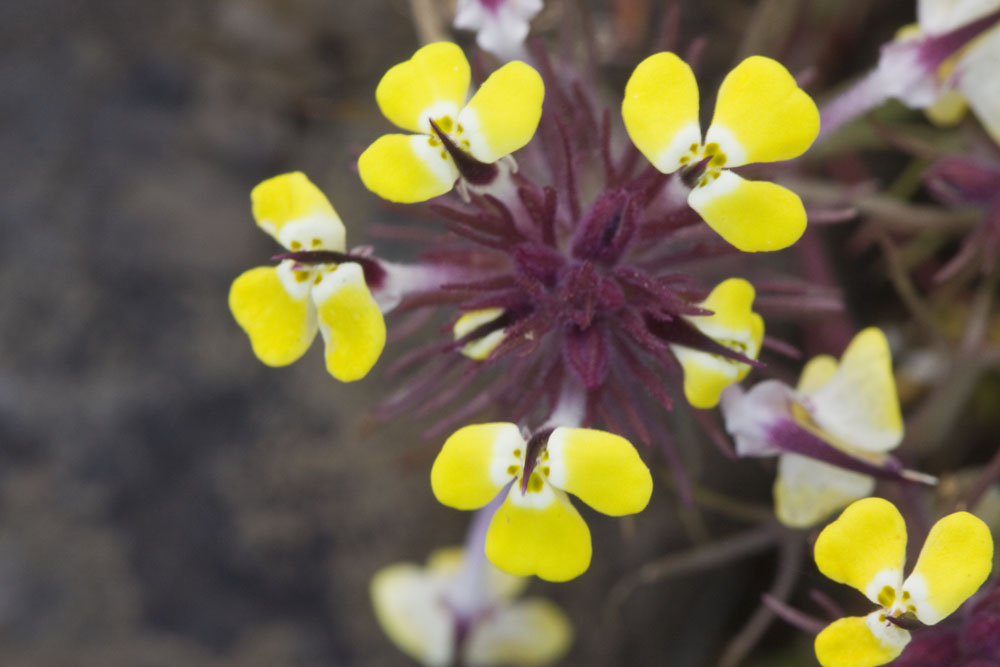